# Мартелето (Катанцаро)
Мартелето је насеље у Италији у округу Катанцаро, региону Калабрија.
Према процени из 2011. у насељу је живело 894 становника. Насеље се налази на надморској висини од 94 м.